# 1-es metró (Milánó)
A milánói 1-es metró, vagy piros vonal (Linea rossa) első, 12 km hosszú szakaszát 1964. november 1-jén adták át Lotto és Sesto Marelli között. Az állomások Franco Albini és Franca Helg építészek tervei alapján készültek. Az állomások falait díszítő grafikákat Bob Noorda holland grafikus készítette. A vonal északkelet-délnyugati irányban szeli át a várost. Északkeleti végállomása a Sesto I Maggio vasútállomás. A vonal érinti a dómot, a Castello Sforzescót, valamint a város második legforgalmasabb vasútállomását (Cadorna), majd a Pagano állomásnál kettéágazik: az északnyugati ág a város határán túlnyúlik egészen Rho városáig, délnyugati végállomása Bisceglie. A teljes hálózat földalatti és nyílt árkos megoldással épült. 2005-ben bővítették legutóbb.